# Oakes Murphy

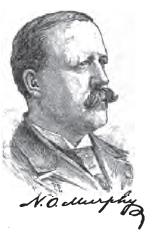
Oakes Murphy

Nathan Oakes Murphy  (* 14. Oktober 1849 in Jefferson, Lincoln County, Maine; † 22. August 1908 in Coronado, Kalifornien) war ein US-amerikanischer Politiker und zweimaliger Gouverneur des Arizona-Territoriums. Er war Mitglied der Republikanischen Partei.

## Werdegang
Oakes Murphy besuchte die öffentlichen Schulen und unterrichtete dann selbst in Wisconsin. Anschließend ging Murphy ins westliche Grenzland, wo er sich schließlich im April 1883 in Prescott, Arizona niederließ. Dort beschäftigte er sich im Bergbau und mit Immobiliengeschäften. Am 21. März 1889 ernannte man ihn zum Secretary des Arizona-Territoriums. Ferner war er 1892 Delegierter zur Republican National Convention. Vom 11. März 1892 bis zum 12. April 1894 hatte er das Amt des Gouverneurs im Arizona-Territorium inne.
Nach seiner Zeit als Gouverneur trat Murphy am 4. März 1895 seinen Posten als republikanischer Abgeordneter im 54. US-Kongress an und verblieb dort bis zum 3. März 1897. Er entschied sich 1896 nicht für eine Wiederwahl anzutreten. Murphy wurde stattdessen am 1. August 1898 erneut zum Gouverneur des Arizona-Territoriums gewählt, ein Amt, das er bis zu seinem Rücktritt am 1. Juli 1902 innehatte. Er kandidierte 1900 erfolglos als Republikaner für den 57. Kongress.
Er verstarb am 22. August 1908 in Coronado und wurde auf dem Masonic Cemetery in San Diego beigesetzt. Ferner war er zwei Mal verheiratet. Er heiratete 1884 Sarah E. Banghart, von der er sich aber 1903 wieder scheiden ließ. Danach heiratete er 1904 Emma D. Sells.